# Escalera de Selarón
La Escalera de Selarón o Escadaria de Santa Teresa es una escalera ubicada en el barrio Santa Teresa, junto al convento homónimo, en la ciudad brasileña de Río de Janeiro.
Se hizo conocida internacionalmente por la llamativa decoración que le hizo el artista plástico chileno Jorge Selarón, trabajo que inició en 1990 y que continúa en una renovación constante.
Considerada por su autor como una obra "viva y mutante", la escalera tiene 125 metros y 215 peldaños, y está completamente revestida de piezas de cerámica de distintos colores, tamaños y formas. Algunas de ellas contienen dibujos en su interior.

## Ubicación
La escalera tiene su base en la esquina de Teotônio Regadas y Joaquim Silva, en el barrio Lapa. La escalera en sí está en la calle Manoel Carneiro, ya en el barrio Santa Teresa, y culmina junto a la iglesia y convento de Santa Teresa, de la orden de las Carmelitas Descalzas.
También hay otras obras en mosaico de Selarón junto a los Arcos de Lapa.

## Su creador
Selarón nació en Limache, V Región, Chile, en 1947 y, luego de viajar por el mundo y conocer alrededor de cincuenta países, se afincó en Río de Janeiro para comenzar, en 1990, a dar forma a la escalera que sería conocida con su nombre.
El artista aseguró que sólo detenía su trabajo "cuando se acababan los materiales. Entonces pintaba cuadros para ganar dinero y dar continuidad a la obra". Afirmó que pintó más de 25.000 mujeres embarazadas. "Inventé una fantástica técnica inédita, consistente en cambiar constantemente los azulejos. Esto le dio una energía única, una obra de arte viva y mutante, con más de dos mil azulejos diferentes, provenientes de más de sesenta países".
El 10 de enero de 2013, Jorge Selarón fue encontrado sin vida sobre la escalera que el mismo creó.

## Publicaciones y filmaciones
La obra de Selarón sirvió como tema principal de artículos periodísticos y programas televisivos de todo el mundo. Según su propio registro la escalera fue publicada en las revistas National Geographic, Time, Wall Paper y Elle Decoration (Londres), Dove (Milán), Playboy (Chicago), Voyage (Francia), Ragazza (Espanha) y Glamour, Geo, Gala, Merian y Lufthansa Magazine (Alemania).
Además, se vieron entrevistas al artista en National Geographic Channel, Vox Tours (Alemania), No Sólo Música (España), así como en canales de Francia, Italia, Inglaterra, Egipto y Turquía. La escalera apareció en comerciales de American Express, Coca-cola, Fanta, Pepsi y Kellogs.
También fue escenario de videoclips musicales de bandas mundialmente conocidas como U2 (en la versión internacional de "Walk on"), Wisin y Yandel ("Pam Pam") y Snoop Dog ("Beautiful"); en la película El Increíble Hulk, el actor Edward Norton, personificando al científico Bruce Banner (Hulk), aparece bajando la escalera en una escena del principio.